# Ліз Дюсет
Ліз Дюсет (Lyse Doucet; народилася в 1958 році в Канаді) — канадська журналістка, старша ведуча «Бі-бі-сі» і спеціальний кореспондент з Нью-Брансвіку (Канада). Вона працює як на радіо BBC World Service, так і на телебаченні BBC World News, а також робить репортажі для BBC Radio 4 і BBC News у Великій Британії, у тому числі для програми «Newsnight».

## Освіта
Ліз Дюсет народилася 24 грудня 1958 року в Батерсті (Канада). У неї є ступінь магістра в галузі міжнародних відносин від Торонтського університету і ступінь бакалавра мистецтв з відзнакою від Університету Куїнс в Кінгстоні.
Вона вільно володіє англійською, французькою і перською мовами.

## «Бі-бі-сі»
Дюсет приєдналася до «Бі-бі-сі» на початку 1980-х років у Західній Африці, і протягом п'яти років працювала в Абіджані в Кот-д'Івуарі. У 1988 році вона робила репортажі з Пакистану, а з кінця 1988 до кінця 1989 року працювала в Кабулі, висвітлюючи виведення радянських військ і його наслідки. Вона була кореспондентом «Бі-бі-сі» в Ісламабаді з 1989 по 1993 рік, також роблячи репортажі з Афганістану та Ірану. У 1994 році вона відкрила офіс «Бі-бі-сі» в Аммані (Йорданія). З 1995 по 1999 рік вона працювала в Єрусалимі, подорожуючи Близьким Сходом. У 1999 році вона приєдналася до команди ведучих «Бі-бі-сі», але продовжує робити репортажі з місць.
Ліз Дюсет часто висвітлює значущі події з місць, а також бере інтерв'ю у ключових гравців. Вона відігравала провідну роль у висвітленні Арабської весни на «Бі-бі-сі», роблячи репортажі з Тунісу, Єгипту та Лівії. Вона висвітлювала всі помітні війни на Близькому Сході з середини 1990-х років. Дюсет часто відвідувала Пакистан і Афганістан з кінця 1980-х років. Вона також висвітлювала наслідки великих стихійних лих, включаючи цунамі в Індійському океані в 2004 році.